# Zabava, Zagorje ob Savi
Zabava je naselje v Občini Zagorje ob Savi.